# Фридрих Август Щюлер
Фридрих Август Щюлер (на немски: Friedrich August Stüler) е пруски строител и значим берлински архитект.
Неговите най-известни произведения са Новият музей в Берлин и куполът на триумфалната арка на главния портал на Берлинския градски дворец.

## Биография
Роден е на 28 януари 1800 година в Мюлхаузен, провинция Тюрингия, Германия, в семейството на Йохан Щюлер (1753 – 1821) – духовник и Йохана Хенриет (1773 – 1827). Следва строителство от 1818 до 1827 г. в Берлин, където е ученик на Карл Фридрих Шинкел. През 1829 и 1830 г. той пътува заедно с приятеля си Едуард Кноблаух до Франция и Италия, а през 1831 с Хайнрих Щрак до Русия. През 1832 г. той става главен дворцов инспектор, пруски главен дворцов строителен съветник и директор на дворцовата строителна комисия. През 1837 година Щюлер изготвя планове за реконструкция на Зимния дворец в Санкт Петербург, но те не са реализирани. При Фридрих Вилхелм IV той става архитектът на краля (1842).
Умира на 18 март 1865 година в Берлин на 65-годишна възраст.

## Значими проекти
- 1837: Планове за реконструкция на Зимния дворец в Санкт Петербург
- 1842 – 1845: Конструктивни допълнения към францисканска църква в Берлин
- 1844 – 1846: Къща Лято / Палас Либерман в непосредствена близост до Бранденбургската врата (унищожени)
- 1844 – 1846: Църква „Св. Матей“ в Берлин
- 1844 – 1863: Кьонигсбергски университет
- 1845: Stüler-Bau до Кралския дворец във Вроцлав (разрушен през 1945 г.)
- 1845: Евангелска църква Wiehl-Drabenderhöhe
- 1846 – 1856: Интериорен дизайн на реконструирания Roman Palastaula, Трир (унищожени)
- 1847 – 1863: Belvedere на хълма Пфингстберг, Потсдам
- 1848 – 1866: Национален музей, Стокхолм
- 1854 – 1861: Кула на църквата „Св. Мария“ в Кьонигсберг
- 1855 – 1861: Музей Wallraf-Richartz, Кьолн (унищожен)
- 1857: Протестантска енорийска църква „Св. Йоан“, Хехинген
- 1857: Разширяване на издигната през 1835 година от Шинкел църква „Св. Йоан“ в Берлин (портик, колонада, енорийска и църковна кула)
- 1858 – 1874: Domkandidatenstift, Берлин
- 1858 – 1864: Ново кметство във Вроцлав
- 1859 – 1866: Нова синагога, Берлин
- 1862 – 1865: Академия на науките, Будапеща
- 1862 – 1876: Музей на изкуството, Берлин
- 1864 – 1866: реконструкция на кулата на Кьонигсбергския замък

## Галерия
- Национален музей, Стокхолм (1848 – 1866)
- Нова синагога, Берлин (1859 – 1866)
- Купол на Новата синагога
- Скица на северното крило на Новия музей, Берлин (1862)
- Ново кметство във Вроцлав (1858 – 1864)
- Главна сграда на Академията на науките, Будапеща (1862 – 1865)
- Берлински градски дворец (оригинал), ок. 1920 г.
- Берлински градски дворец (реконструкция), 2023 г.